# Oh No!
"Oh No!" é uma canção da artista musical galesa Marina and the Diamonds contida em seu álbum de estréia The Family Jewels (2010). Foi composta por Diamandis juntamente com Greg Kurstin, que ficou a cargo da produção. A faixa foi lançada como quarto single do disco em 19 de julho de 2010.

## Faixas e formatos
| Download digital |          |         |  |
| N.º              | Título   | Duração |  |
| 1.               | "Oh No!" | 3:00    |  |

| Extended play (EP) digital do Reino Unido |                                             |         |  |
| N.º                                       | Título                                      | Duração |  |
| 1.                                        | "Oh No!"                                    | 3:02    |  |
| 2.                                        | "Oh No!" (Active Child Remix)               | 3:53    |  |
| 3.                                        | "Oh No!" (Grum Remix)                       | 4:22    |  |
| 4.                                        | "Oh No!" (Steve Pitron and Max Sanna Remix) | 7:28    |  |
| 5.                                        | "Oh No!" (Jaymo & Andy George's Moda Mix)   | 4:02    |  |

## Desempenho nas tabelas musicais

### Posições
| Tabela musical (2010)          | Melhor posição |
| ------------------------------ | -------------- |
| Reino Unido - UK Singles Chart | 38             |